# Brunskappel
Brunskappel ist ein Ortsteil der Stadt Olsberg im Hochsauerlandkreis. Ende 2022 hatte das Dorf 251 Einwohner. Es liegt von Bergen umgeben im Negertal. Der Dorfkern wird geprägt durch viele bis zu 400 Jahre alte Fachwerkhäuser, die romanische und nach einem Brand barock umgestaltete Kirche St. Servatius und das Schloss Wildenberg, erbaut 1907.

## Geographie

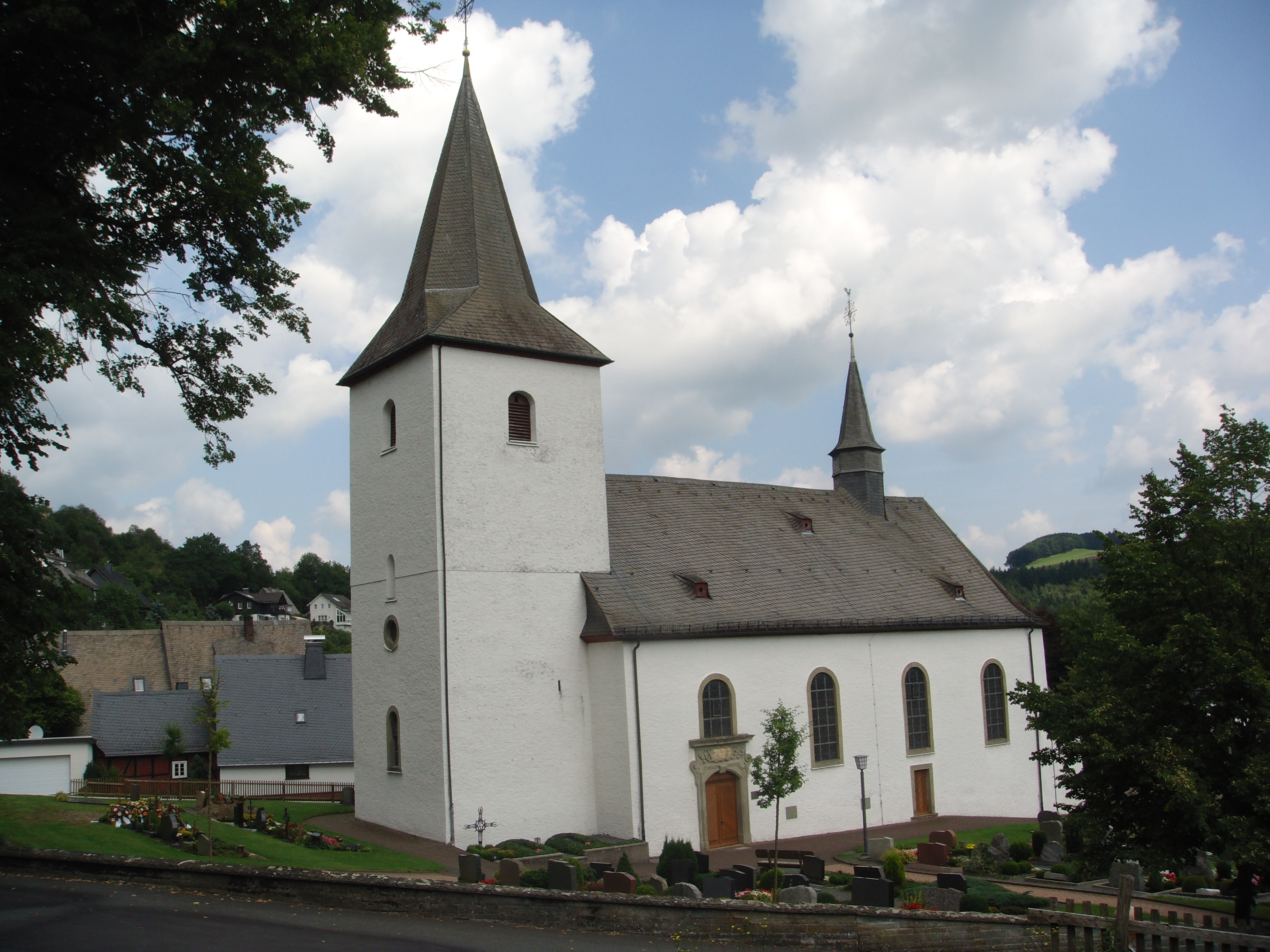
Kirche St. Servatius

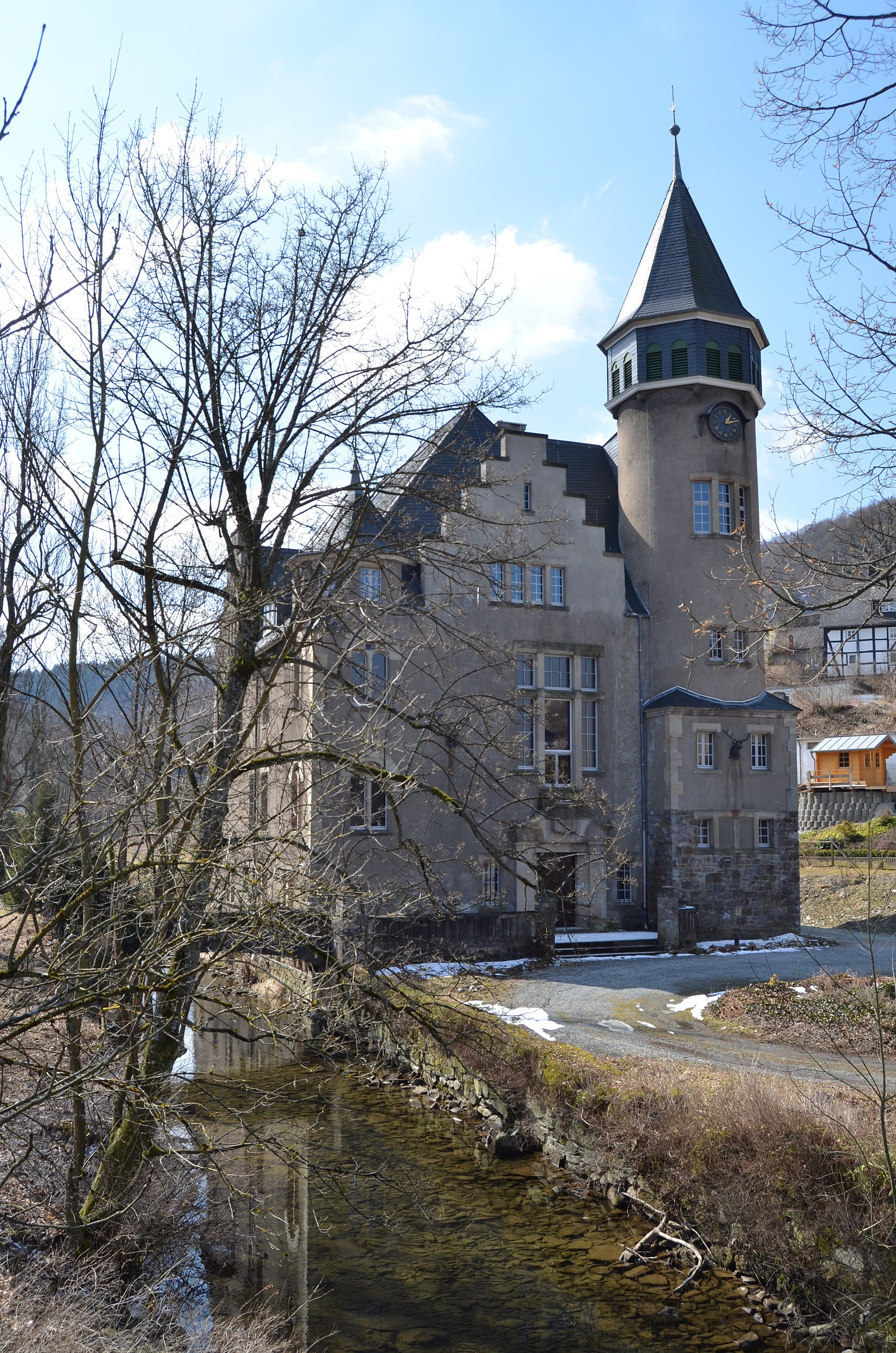
Schloss Wildenberg

Brunskappel liegt im Negertal. Im Osten liegt der Kahlenberg, der mit 732,8 m ü. NHN, die höchste Erhebung in der Gemarkung des Dorfes ist. Nachbarorte von Brunskappel sind Siedlinghausen, Elpe, Wiemeringhausen und Wulmeringhausen.

## Geschichte
Der Erzbischof Brun von Köln ließ vermutlich im Jahr 953 auf seiner Reise nach Soest eine Kapelle gründen, die man Brunonis Capella (lat. Kapelle des Brun) nannte, wovon der Ort seinen Namen erhielt. Die erste urkundliche Erwähnung stammt aus dem Jahre 1072, als der Erzbischof von Köln Anno II. dem Kloster Grafschaft ein Gut in Brunskappel schenkte.
Brunskappel wurde wie viele Dörfer im Assinghauser Grund im Dreißigjährigen Krieg in Mitleidenschaft gezogen, drei Viertel der Bevölkerung waren umgekommen oder völlig verarmt. "Infolge des Dreißigjährigen Krieges (1618 1648), in welchem die Ortschaften im Assinghauser Grund vor allem 1637 durch schwedisches und hessisches Kriegsvolk geschädigt wurden, waren in Brunskappel zwar mehrere Höfe eingegangen,  doch wurden sie nach dem Ende des Krieges alle wieder bewirtschaftet. Auf den Dreißigjährigen Krieg und seine Belastung ist auch die Pflugschar im Wappen der Gemeinde bezogen. Der Volksmund überliefert, dass nach Bekanntwerden des Friedens 1648 einer der überlebenden Einwohner eine Pflugschar an der Kirchentür befestigte und anstelle der requirierten Glocken mit dem Hammer den Frieden einläutete. Darauf kehrten die Brunskappeler aus den Wäldern, in denen sie Schutz gesucht hatten, zurück ins Dorf."
Im Dorf findet sich eine ursprünglich romanische Kirche, die nach einem Brand im 18. Jahrhundert zur heutigen Servatiuskirche barock umgestaltet wurde, außerdem das Schloss Wildenberg, das – ebenfalls nach einem Brand 1907/1908 – mit Jugendstilanleihen neu errichtet wurde.
Rund drei Wochen vor Ostern im Jahr 1945 warfen alliierte Flieger Bomben in die Nähe der Bahngleise. Im Dorf wurden Dächer abgedeckt, Fensterscheiben zersprangen und Obstbäume wurden entwurzelt. Brunskappel war vom 1. April 1945 Teil des von den Alliierten eingeschlossenen Ruhrkessels. Am 2. April belegten Soldaten Sanitätseinheit der Wehrmacht das Haus Wildenberg und errichteten dort ein Lazarett. Am nächsten Tag erschienen weitere Soldaten. U. a. wurde die Schule von 80 Soldaten belegt. Am 5. April rückten von den Höhen aus Richtung Wiemeringhausen Soldaten der 9. US-Infanteriedivision an. Von der Höhe wurde das Dorf massiv beschossen. Nach dem Krieg wurden allein 900 Kartuschen von 10,5-cm-Granaten eingesammelt.
Das Dorf Brunskappel erlebte durch Artilleriebeschuss die schlimmsten Zerstörungen im heutigen Stadtgebiet von Olsberg. Dort waren von 49 Wohnhäusern sieben niedergebrannt, 21 Häuser mit Kirche und Schule schwer beschädigt, und alle übrigen Gebäude hatten Dach- und Fensterschäden. Am Abend rückten die US-Truppen ins Dorf ein. Ein Zivilist und mehr als 100 deutsche Soldaten wurden im Dorf während der Beschießung und Besetzung getötet. Während der Kämpfe hatten die Einwohner Schutz in Höhlen und alten Stollen in den Wäldern gesucht. Einige hatten den Eiskeller im Park von Haus Wildenberg genutzt. Zwölf der getöteten deutschen Soldaten wurden später auf dem Dorffriedhof begraben. Bis zur Umbettung auf Soldatenfriedhöfen gab es einige mit Holzkreuz markierte Soldateneinzelgräber im Wald. Am 26. Mai kam ein Landwirt bei einer Minenexplosion um. Ein weiterer Landwirt wurde bei einer Minenexplosion verletzt.
Im Zweiten Weltkrieg fielen 42 Männer aus dem Dorf, davon die meisten an der Ostfront.
Am 1. Januar 1975 wurde Brunskappel durch das Sauerland/Paderborn-Gesetz (§14) nach Olsberg eingemeindet.
In den 1970er und Anfang der 1980er Jahre plante der Ruhrtalsperrenvereins (RTV), im Tal der Neger nördlich von Brunskappel die Staumauer der Negertalsperre zu errichten. In der Talsperre wäre das Dorf Brunskappel verschwunden. Dies führte zum Widerstand der Talbewohner gegen den Planfeststellungsbeschluss der Bezirksregierung Arnsberg von 1982. Das Oberverwaltungsgericht in Münster beendete 1984 die Planungen, da der Regierungspräsident Arnsberg „wesentliche Punkte der wasserwirtschaftlichen Kapazitätsberechnung“, mit der die Notwendigkeit der Talsperre begründet worden war, nicht eingehend untersucht habe.

## Politik

### Wappen
| Wappen von Brunskappel | Blasonierung: „Quadriert von Gold und Rot; oben rechts eine goldene aufrechte Wolfsangel; unten links eine goldene Pflugschar.“ |
| Wappen von Brunskappel | Wappenbegründung: Die Wolfsangel ist dem Wappen der Familie Seibertz entnommen. Die Pflugschar geht auf eine alte Überlieferung zurück, nach der der Friede am Ende des Dreißigjährigen Krieges wegen fehlender Glocken durch Schlagen einer Pflugschar verkündet wurde. Rot und Gold waren die Farben der Vögte von Grafschaft, in deren Besitz sich das Gut Wildenberg befand. Die amtliche Genehmigung erfolgte am 13. Juli 1953. |

## Wirtschaft
Wirtschaftlich ist Brunskappel durch Forst- und Landwirtschaft geprägt.
Oberhalb des Dorfes in Richtung Siedlinghausen wurde 1927 ein Stausee errichtet als Teil einer größeren Wasserkraftanlage. Der Staudamm ist 6 Meter hoch und 85 Meter lang. Der See hat ein Fassungsvermögen von 42.000 m³ nutzbares Wasser zur Stromerzeugung. Der See ist durch Rohrleitungen über den Bornstein bis zum Vereinigungsbauwerk unterhalb von Wiemeringhausen mit den Leitungen im Ruhrtal verbunden.

## Naturdenkmal 1000-jährige Eiche
Im Mai 2014 wurde das Naturdenkmal 1000-jährige Eiche bis auf eine Reststammlänge von sieben Metern zurück gesägt, da der Stamm von Hallimasch geschädigt war.